# Okrug Tvrdošín
Okrug Tvrdošín (slovački: Okres Tvrdošín) je okrug u sjevernoj Slovačkoj u Žilinskome kraju  na granici s Poljskom. U okrugu živi 35 749 stanovnika, dok je gustoća naseljenosti 74,64 stan/km². Ukupna površina okruga je 478,92 km². Upravno središte okruga Tvrdošín je istoimeni grad Tvrdošín s 8695 stanovnika.

## Stanovništvo
| Godina:     | 1994.  | 2004.   | 2014.   | 2024.   |
| ----------- | ------ | ------- | ------- | ------- |
| Broj ljudi: | 33 588 | 35 541  | 36 066  | 35 749  |
| Razlika:    |        | +5,81 % | +1,47 % | −0,87 % |

| Godina:     | 2023.  | 2024.   |
| ----------- | ------ | ------- |
| Broj ljudi: | 35 745 | 35 749  |
| Razlika:    |        | +0,01 % |

## Gradovi
- Tvrdošín
- Trstená

## Općine
| - Brezovica - Čimhová - Habovka - Hladovka - Liesek | - Nižná - Oravský Biely Potok - Podbiel - Suchá Hora - Štefanov nad Oravou | - Vitanová - Zábiedovo - Zuberec |

## Ostali projekti
|  | Zajednički poslužitelj ima još gradiva o temi Okrug Tvrdošín |